# Maria Vittoria Gonzaga
Maria Vittoria Gonzaga (Guastalla, 9 settembre 1659 – Venezia, 5 settembre 1707) è stata una nobile italiana.

## Biografia
Era principessa di Guastalla, figlia secondogenita di Ferrante III Gonzaga, duca di Guastalla.
Sposò nel 1679 Vincenzo Gonzaga, duca di Guastalla.

## Discendenza
Vincenzo e Maria Vittoria ebbero cinque figli:
- Maria Isabella (1680-1726);
- Antonia (1685-1687);
- Eleonora Luisa Gonzaga (1686 - 1742), sposò nel 1709 Francesco Maria de' Medici;
- Antonio Ferrante Gonzaga (1687 - 1729), Duca di Guastalla dal 1714, sposò in prime nozze Margherita Cesarini ed alla morte di questa si risposò con Teodora d'Assia-Darmstadt;
- Giuseppe Maria Gonzaga (1690 - 1746), Duca di Guastalla dal 1729, sposò Eleonora di Schleswig-Holstein-Sonderburg-Wiesenburg.

## Ascendenza
|                        |               |                            | Genitori                     |  |  | Nonni |  |  | Bisnonni            |  |  | Trisnonni        |  |
|                        |               |                            |                              |  |  |       |  |  | Ferrante II Gonzaga |  |  | Cesare I Gonzaga |  |
|                        |               |                            |                              |  |  |       |  |  | Ferrante II Gonzaga |  |  | Cesare I Gonzaga |  |
|                        |               | Camilla Borromeo           |                              |  |  |       |  |  | Ferrante II Gonzaga |  |  |                  |  |
| Cesare II Gonzaga      |               |                            |                              |  |  |       |  |  | Ferrante II Gonzaga |  |  |                  |  |
|                        |               | Vittoria Doria             | Gianandrea Doria             |  |  |       |  |  |                     |  |  |                  |  |
|                        |               | Vittoria Doria             | Gianandrea Doria             |  |  |       |  |  |                     |  |  |                  |  |
|                        |               | Vittoria Doria             | Zanobia Del Carretto Doria   |  |  |       |  |  |                     |  |  |                  |  |
| Ferrante III Gonzaga   |               | Vittoria Doria             |                              |  |  |       |  |  |                     |  |  |                  |  |
|                        |               | Virginio Orsini            | Paolo Giordano I Orsini      |  |  |       |  |  |                     |  |  |                  |  |
|                        |               | Virginio Orsini            | Paolo Giordano I Orsini      |  |  |       |  |  |                     |  |  |                  |  |
|                        |               | Virginio Orsini            | Isabella de' Medici          |  |  |       |  |  |                     |  |  |                  |  |
| Isabella Orsini        |               | Virginio Orsini            |                              |  |  |       |  |  |                     |  |  |                  |  |
|                        |               | Flavia Damasceni Peretti   | Fabio Damasceni              |  |  |       |  |  |                     |  |  |                  |  |
|                        |               | Flavia Damasceni Peretti   | Fabio Damasceni              |  |  |       |  |  |                     |  |  |                  |  |
|                        |               | Flavia Damasceni Peretti   | Maria Felicita Peretti       |  |  |       |  |  |                     |  |  |                  |  |
| Maria Vittoria Gonzaga |               | Flavia Damasceni Peretti   |                              |  |  |       |  |  |                     |  |  |                  |  |
|                        | Cesare d'Este | Alfonso d'Este             |                              |  |  |       |  |  |                     |  |  |                  |  |
|                        | Cesare d'Este | Alfonso d'Este             |                              |  |  |       |  |  |                     |  |  |                  |  |
|                        | Cesare d'Este | Giulia Della Rovere        |                              |  |  |       |  |  |                     |  |  |                  |  |
| Alfonso III d'Este     | Cesare d'Este |                            |                              |  |  |       |  |  |                     |  |  |                  |  |
|                        |               | Virginia de' Medici        | Cosimo I de' Medici          |  |  |       |  |  |                     |  |  |                  |  |
|                        |               | Virginia de' Medici        | Cosimo I de' Medici          |  |  |       |  |  |                     |  |  |                  |  |
|                        |               | Virginia de' Medici        | Camilla Martelli             |  |  |       |  |  |                     |  |  |                  |  |
| Margherita d'Este      |               | Virginia de' Medici        |                              |  |  |       |  |  |                     |  |  |                  |  |
|                        |               | Carlo Emanuele I di Savoia | Emanuele Filiberto di Savoia |  |  |       |  |  |                     |  |  |                  |  |
|                        |               | Carlo Emanuele I di Savoia | Emanuele Filiberto di Savoia |  |  |       |  |  |                     |  |  |                  |  |
|                        |               | Carlo Emanuele I di Savoia | Margherita di Valois         |  |  |       |  |  |                     |  |  |                  |  |
| Isabella di Savoia     |               | Carlo Emanuele I di Savoia |                              |  |  |       |  |  |                     |  |  |                  |  |
|                        |               | Caterina Michela d'Asburgo | Filippo II di Spagna         |  |  |       |  |  |                     |  |  |                  |  |
|                        |               | Caterina Michela d'Asburgo | Filippo II di Spagna         |  |  |       |  |  |                     |  |  |                  |  |
|                        |               | Caterina Michela d'Asburgo | Elisabetta di Valois         |  |  |       |  |  |                     |  |  |                  |  |
|                        |               | Caterina Michela d'Asburgo |                              |  |  |       |  |  |                     |  |  |                  |  |